# 希雷昂蒙特勒伊
希雷昂蒙特勒伊（法語：Chiré-en-Montreuil，法語發音：[ʃiʁe ɑ̃ mɔ̃tʁœj]）是法国新阿基坦大区维埃纳省的一个市镇，属于普瓦捷区。

## 地理
希雷昂蒙特勒伊（46°38'21"N, 0°7'35"E）面积21.41 平方千米，位于法国新阿基坦大区维埃纳省，该省份为法国中西部省份，北起曼恩-卢瓦尔省和安德尔-卢瓦尔省，西接德塞夫勒省，南至夏朗德省，东南接上维埃纳省，东临安德尔省。
与希雷昂蒙特勒伊接壤的市镇（或旧市镇、城区）包括：艾龙、弗罗兹、拉蒂耶、马耶、武耶、布瓦夫尔拉瓦莱。

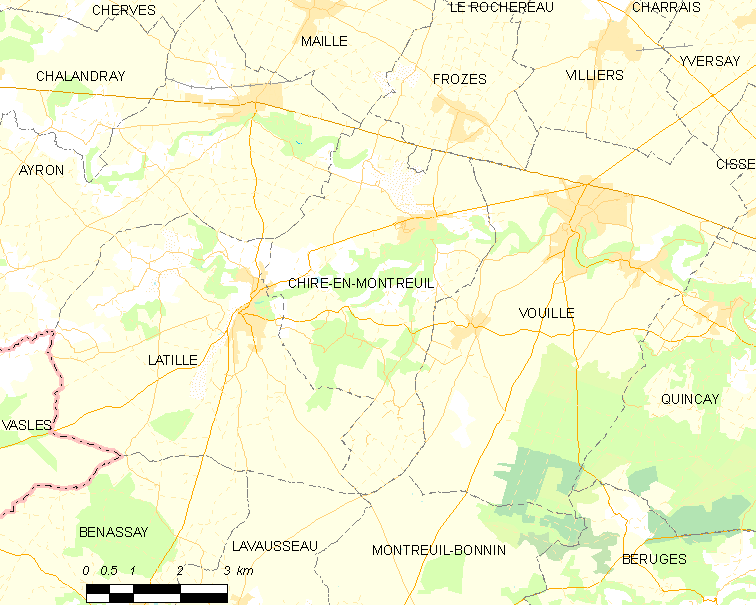
希雷昂蒙特勒伊的OSM定位图

希雷昂蒙特勒伊的时区为UTC+01:00、UTC+02:00（夏令时）。

## 行政
希雷昂蒙特勒伊的邮政编码为86190，INSEE市镇编码为86074。

## 政治
希雷昂蒙特勒伊所属的省级选区为武讷伊苏比亚尔县。

## 人口

1962-2008年间希雷昂蒙特勒伊人口变化图示

希雷昂蒙特勒伊于2022年1月1日时的人口数量为923人。